# Adolph Friedrich von Preen
Adolph Friedrich von Preen, auch Adolf Friedrich von Preen (* 1623 in Güstrow; † 17. August 1669) war ein deutscher evangelisch-lutherischer Theologe, mecklenburg-güstrowscher Kirchenrat und Superintendent des Kirchenkreises Stargard.

## Leben und Wirken
Adolph Friedrich von Preen war ein Sohn des herzoglichen Rates Otto von Preen, Erbherr auf Wehnendorf (heute Ortsteil von Sanitz) aus dem Adelsgeschlecht von Preen, und dessen Frau Dorothea, geborene von Bülow.
Als sein Vater 1631 starb, nahm ihn dessen Schwager, Landrat Andreas Bugenhagen, zu sich und ließ ihn durch Hauslehrer erziehen. Im Sommersemester 1638 und im Wintersemester 1640/41 war er an der Universität Rostock immatrikuliert. Zur Vertiefung seiner Studien ging er nach Holland und hielt sich in Leiden auf. Er erhielt Anfragen, nach Zütphen und Deventer als Prediger zu kommen, ging aber nach Mecklenburg zurück und privatisierte zunächst in Rostock. Er wurde Hof- und Schloßprediger in Güstrow und am 10. Januar 1658 zum Superintendenten des Kirchenkreises Stargard und Pastor primarius nach Neubrandenburg berufen, womit eine siebenjährige Vakanz dieser Superintendentur beendet wurde. Seine Amtseinführung fand am 12. Januar durch den Güstrower Superintendenten Janius in Gegenwart von 42 Predigern des Landes Stargard statt. 1662 ernannte ihn Herzog Gustav Adolf zum Rat in Geistlichen und Kirchen-Sachen, womit er für Visitationen und Ordinationen im (Teil-)Herzogtum Mecklenburg-Güstrow verantwortlich war. Er machte sich um die Kirchenvisitation verdient und sorgte dafür, dass die während des Dreißigjährigen Krieges vernachlässigten Kirchenvermögen (Ärarien) durch ein effizientes Inkasso wiederhergestellt wurden.
Preen war zweimal verheiratet. Zunächst hatte er 1658 in Strelitz Adelheid Margarete von Plessen geheiratet. Nach ihrem frühen Tod 1663 heiratete er erneut. Der Name seiner zweiten Ehefrau ist unbekannt; doch war seine Witwe 1672 aktenkundig in großer Not.
Preen wurde nach damaliger Üblichkeit am 27. Oktober 1669 in der St.-Marien-Kirche zu Neubrandenburg bestattet. Das VD 17 verzeichnet nicht weniger als 13 Trauerschriften aus Anlass seines Todes und Begräbnisses.